# Bouresse
Bouresse est une commune du Centre-Ouest de la France, située dans le département de la Vienne en région Nouvelle-Aquitaine.
Ses habitants sont appelés les Bouressois.

## Géographie

### Localisation
Bouresse est situé à 35 km au nord de Civray et à 24 km au sud-ouest de Montmorillon.
La commune est proche du parc naturel régional de la Brenne.

### Communes limitrophes
| Saint-Laurent-de-Jourdes | Verrières       | Mazerolles |
| Brion                    | Bouresse        | Gouex      |
| Saint-Secondin           | Usson-du-Poitou | Queaux     |

### Géologie et relief
La région de Bouresse présente un paysage de plaines vallonnées plus ou moins boisées. Le terroir se compose :
- sur les plateaux du Seuil du Poitou :
  - de Bornais pour 34 % : ce sont des sols brun clair sur limons, profonds et humides, à tendance siliceuse,
  - d'argile à silex peu profonde pour 29 %,
  - de terres de brandes (landes) pour 19 %,
  - de terres fortes pour 17 %. Ce sont des sols composés d'argilo-calcaires moyennement profonds alternant avec des sols limoneux, riches en cailloux et blocs de meulières. Ces terres sont à tendance acide et hydromorphe. Ces sols sont communs dans toute cette région du sud du département de la Vienne ;
- sur les plaines, de groies superficielles pour 1 % : les groies sont des terres du Sud-Ouest de la France, argilo-calcaires, peu profondes  - en général de moins de 50 cm d’épaisseur – et  plus ou moins riches en cailloux. Elles sont fertiles et saines et donc, propices à la polyculture céréalière mais elles s’assèchent vite.

### Hydrographie
La commune est traversée par la Dive sur une longueur de 8,3 km.

### Climat
Pour des articles plus généraux, voir Climat de la Nouvelle-Aquitaine et Climat de la Vienne.
Historiquement, la commune est exposée à un climat océanique du nord-ouest.  
En 2020, Météo-France publie une typologie des climats de la France métropolitaine dans laquelle la commune est exposée à un climat océanique altéré et est dans la région climatique  Poitou-Charentes, caractérisée par un bon ensoleillement, particulièrement en été et des vents modérés.
Pour la période 1971-2000, la température annuelle moyenne est de 11,7 °C, avec une amplitude thermique annuelle de 14,9 °C. Le cumul annuel moyen de précipitations est de 810 mm, avec 11,6 jours de précipitations en janvier et 6,9 jours en juillet. Pour la période 1991-2020, la température moyenne annuelle observée sur la station météorologique la plus proche, située sur la commune du Vigeant à 15,57 km à vol d'oiseau, est de 12,4 °C et le cumul annuel moyen de précipitations est de 781,8 mm,. Pour l'avenir, les paramètres climatiques de la commune estimés pour 2050 selon différents scénarios d’émission de gaz à effet de serre sont consultables sur un site dédié publié par Météo-France en novembre 2022.

### Voies de communication et transports
Les gares et les halte ferroviaires les plus proches du village sont :
- la gare de Lussac-les-Châteaux à 9,2 km,
- la gare de Montmorillon à 20,7 km,
- la gare de Mignaloux-Nouaillé à 24,1 km,
- la halte d'Iteuil Centre à 26,7 km
- la gare de Lathus à 26,8 km.

Les aéroports les plus proches de la commune sont :
- aéroport international Angoulême-Cognacà 77 km,
- aéroport de Poitiers-Biard à 35 km,
- aérodrome de Niort - Souché à 78 km.
- aéroport de Limoges-Bellegarde à 71 km.

## Urbanisme

### Typologie
Au 1er janvier 2024, Bouresse est catégorisée commune rurale à habitat dispersé, selon la nouvelle grille communale de densité à sept niveaux définie par l'Insee en 2022.
Elle est située hors unité urbaine. Par ailleurs la commune fait partie de l'aire d'attraction de Poitiers, dont elle est une commune de la couronne,. Cette aire, qui regroupe 97 communes, est catégorisée dans les aires de 200 000 à moins de 700 000 habitants,.

### Occupation des sols
L'occupation des sols de la commune, telle qu'elle ressort de la base de données européenne d’occupation biophysique des sols Corine Land Cover (CLC), est marquée par l'importance des territoires agricoles (91,7 % en 2018), une proportion sensiblement équivalente à celle de 1990 (92 %). La répartition détaillée en 2018 est la suivante : 
terres arables (45,1 %), zones agricoles hétérogènes (43,1 %), forêts (6,9 %), prairies (3,5 %), zones urbanisées (1,4 %). L'évolution de l’occupation des sols de la commune et de ses infrastructures peut être observée sur les différentes représentations cartographiques du territoire : la carte de Cassini (XVIIIe siècle), la carte d'état-major (1820-1866) et les cartes ou photos aériennes de l'IGN pour la période actuelle (1950 à aujourd'hui).

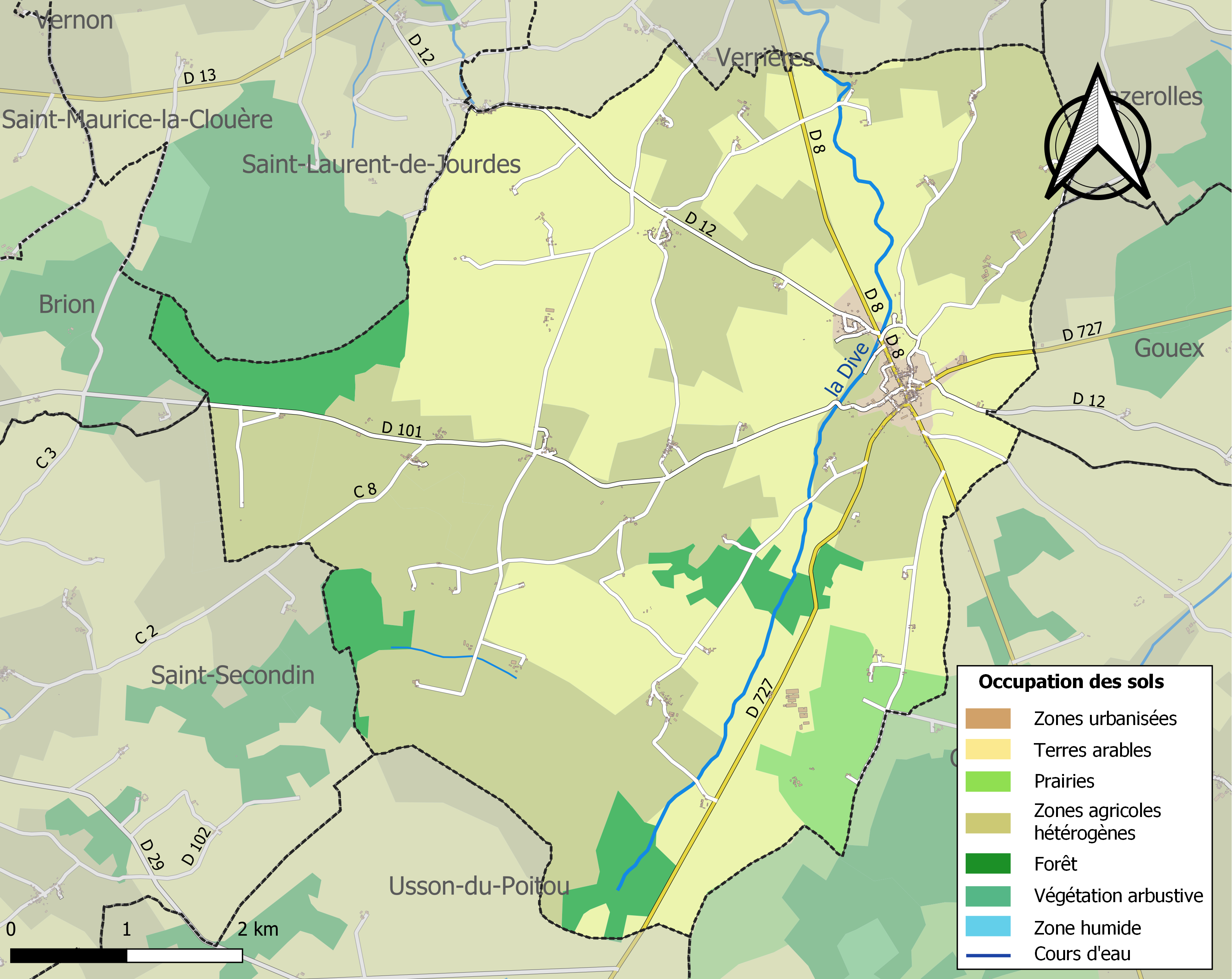
Carte des infrastructures et de l'occupation des sols de la commune en 2018 (CLC).

### Logement
En 2012, le village possédait 369 logements, 71,2 % concernaient des résidences principales, 5 % des résidences secondaires ou occasionnelles et 23,7 % des logements vacants.

### Risques majeurs
Le territoire de la commune de Bouresse est vulnérable à différents aléas naturels : météorologiques (tempête, orage, neige, grand froid, canicule ou sécheresse), inondations, mouvements de terrains et séisme (sismicité faible). Il est également exposé à deux risques technologiques,  le transport de matières dangereuses et le risque nucléaire. Un site publié par le BRGM permet d'évaluer simplement et rapidement les risques d'un bien localisé soit par son adresse soit par le numéro de sa parcelle.

#### Risques naturels
Certaines parties du territoire communal sont susceptibles d’être affectées par le risque d’inondation par débordement de cours d'eau, notamment la Dive. La commune a été reconnue en état de catastrophe naturelle au titre des dommages causés par les inondations et coulées de boue survenues en 1982, 1983, 1999 et 2010,.

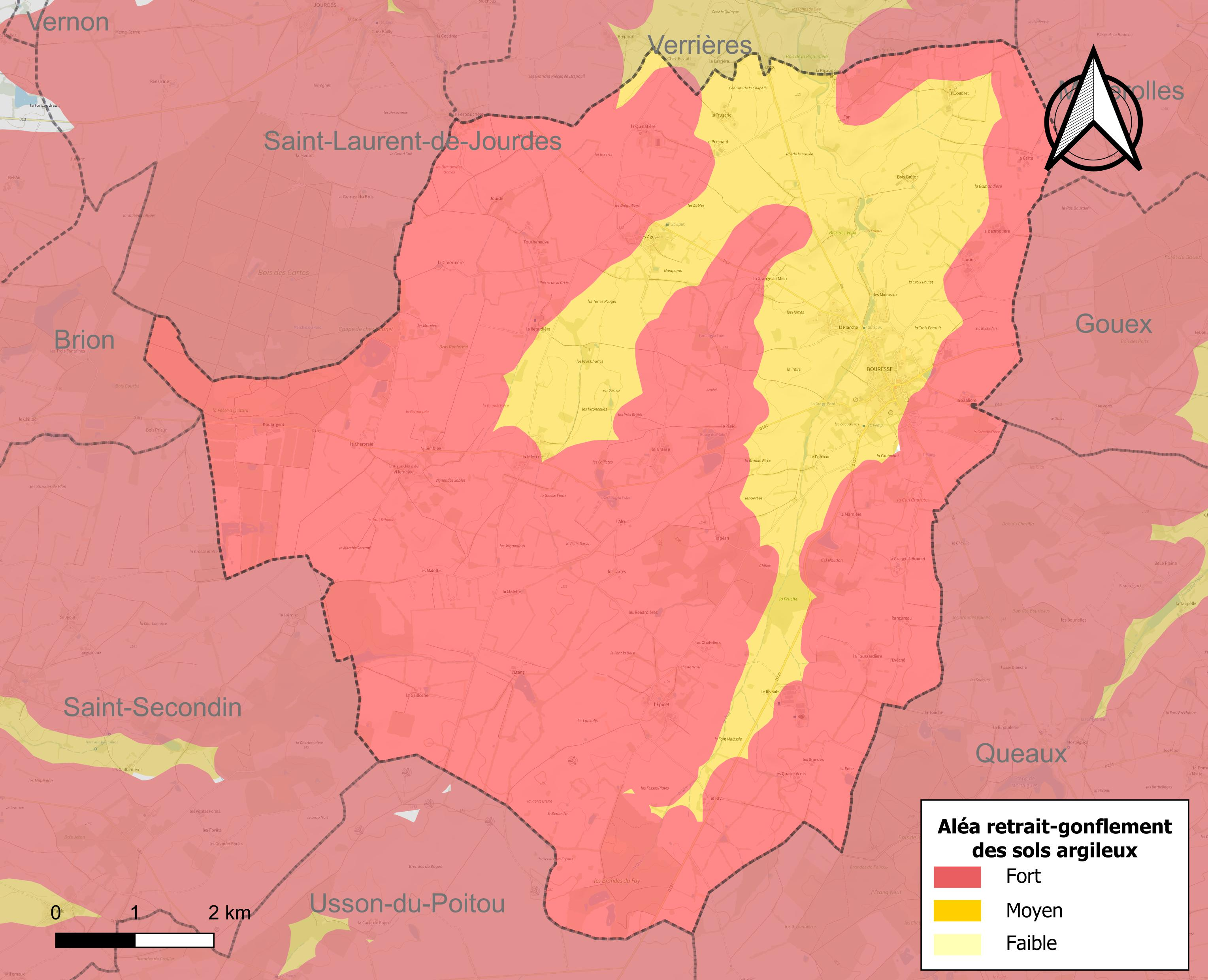
Carte des zones d'aléa retrait-gonflement des sols argileux de Bouresse.

Les mouvements de terrains susceptibles de se produire sur la commune sont des tassements différentiels. Le retrait-gonflement des sols argileux est susceptible d'engendrer des dommages importants aux bâtiments en cas d’alternance de périodes de sécheresse et de pluie. La totalité de la commune est en aléa moyen ou fort (79,5 % au niveau départemental et 48,5 % au niveau national). Depuis le 1er octobre 2020, en application de la loi ÉLAN, différentes contraintes s'imposent aux vendeurs, maîtres d'ouvrages ou constructeurs de biens situés dans une zone classée en aléa moyen ou fort,.
La commune a été reconnue en état de catastrophe naturelle au titre des dommages causés par la sécheresse en 1989, 2003, 2005 et 2017 et par des mouvements de terrain en 1999 et 2010.

#### Risque technologique
La commune étant située dans le périmètre du plan particulier d'intervention (PPI) de 20 km autour de la centrale nucléaire de Civaux, elle est exposée au risque nucléaire. En cas d'accident nucléaire, une alerte est donnée par différents médias (sirène, sms, radio, véhicules). Dès l'alerte, les personnes habitant dans le périmètre de 2 km se mettent à l'abri. Les personnes habitant dans le périmètre de 20 km peuvent être amenées, sur ordre du préfet, à évacuer et ingérer des comprimés d’iode stable,,.

## Toponymie
Le nom de la localité est attesté sous la forme Boerecia en 904.
Bouresse désigne un endroit où l'on garde des bœufs.

## Histoire

### Antiquité
Le peuplement de la région est attesté dès l'époque gallo-romaine avec un camp romain au lieu-dit la Fuite ou la Fuye situé à 2 km de Bouresse. Ce camp avait la forme d'un rectangle de 60 à 100 m de côté. Il était entouré d'un fossé large de 8 m et la terre rejetée à l'intérieur servait de rempart. Le camp aurait abrité 2000 soldats.
En outre, il semble qu'une voie romaine traversait le village de Bouresse, sans doute, l'actuelle route de l'Isle-Jourdain. Il est dit dans des bulletins de la Société des antiquaires de l'Ouest[réf. non conforme] qu'un tumulus de résidus de forge d'époque antique aurait été identifié dans le parc du château des Vaux.
Un puits gallo-romain a été découvert en 2004, au cours de travaux de voirie au milieu de la Grand'Rue. La margelle du puits est constituée de deux grandes pierres d'environ 15 cm d'épaisseur et 55 cm de côté. Ce puits est une preuve d'un peuplement ancien à Bouresse.
De cette époque, il existe aussi un réseau de souterrains-refuges. Celui-ci est condamné de nos jours pour des raisons de sécurité.

### Moyen Âge

Abbaye de Nouaillé-Maupertuis : d'azur, à deux crosses d'or passées en sautoir, accompagnées de trois fleurs de lis du même, deux en chef, une en pointe.

L'histoire de Bouresse est liée à celle de l'importante abbaye de Nouaillé-Maupertuis car ce sont les moines de l'abbaye qui ont fondé un prieuré à Bouresse au Xe siècle. La région n'était alors qu'une forêt inexploitée et dépeuplée. Ce ne sont que terres en jachères et brandes. Grâce aux mesures prises par les moines pour encourager la colonisation et la culture des terres, la région commence à prospérer.
Ainsi Boerecia est citée en 904.
Au XIe siècle, l'abbaye de Nouaillé-Maupertuis y fonde un prieuré, dont le blason mentionné par Ulysse Robert dans ses travaux : « D'or à deux bandes d'azur accompagnées de trois roses de même mises en barre ». Le prieur est chargé de représenter l'abbé de Nouaillé et de défendre des intérêts de l'abbaye. En effet, les moines durent se défendre des tentatives d’empiétement des différents seigneurs locaux comme le comte de la Marche au sujet du bois de Bouresse (mais cela demande à être confirmé : ce bois n'existe plus, il aurait été situé au niveau de la côte des Vaux en allant sur Verrières). Le duc d'Aquitaine finit par condamner le comte de la Marche à restituer le bois aux moines de l'abbaye.
Récemment encore, en plus de l'église Notre-Dame datant du XIIe siècle dont on dit qu'elle comporterait une crypte, quelques traces de ce prieuré subsistaient encore avec une grange située derrière le monument aux morts et une échoppe médiévale avec sa devanture caractéristique située au carrefour des routes de Lussac-les-Châteaux, de L'Isle-Jourdain et de Verrières. Cette grange déjà passablement abîmée est rasée en janvier 2007 avec l'accord de l'architecte des bâtiments de France de la Vienne ; l'échoppe devrait suivre à terme car, faute d'une expertise, chacun se réfère aux écrits de l'abbé Auber disant que cette maison ne date que du XVIIe siècle.
Un autre monument, le donjon de la Rigaudière de Faon (XVe siècle), lui aussi en piteux état puisqu'il a perdu son toit à une époque relativement récente (il existe des cartes postales où ce toit figure) et que les arbres poussent à l'intérieur, témoigne encore de la splendeur passée de la famille Chenin, une famille alliée avec celle des Rochechouart vers 1400 (mariage de Marguerite Chenin avec Geoffroy de Rochechouart) (la famille de Madame de Montespan) qui prétendait compter plus de quartiers de noblesse que les Bourbon. La famille Chenin est connue dès le début du XIIe siècle. Originaire de la région de Ruffec et se rattachant aux seigneurs de cette cité semble-t-il, elle a possédé du XIIe au XVe siècle une partie des fiefs de Morthemer et de Lussac-les-Châteaux. Elle porte d'azur à la croix engreslée d'or.

### De la Renaissance à l'époque contemporaine
Cette maison seigneuriale typique du XVIIIe siècle, les Chenin, comprenait autrefois des terres, des bois mais aussi une forge importante, la forge de Goberté, dont la maison de maître subsiste en contrebas de la route de Lussac sur la commune de Gouëx. C'est cette jolie forge et son ruisseau qui ont donné son nom au chemin de randonnée traversant la commune.
Cette forge fut créée aux environs de 1655 au creux de la vallée du ruisseau de Goberté. Une digue fut édifiée là pour donner la force hydraulique nécessaire. L'entreprise fusionne avec celle de Lhommaizé en 1787. Le haut fourneau cesse son activité en 1791, en raison de l'insuffisance du cours d’eau. En 1825, 2 roues de dessus animent les mécanismes de la forge. En 1823, il n’existe plus qu'un seul feu de forge et un marteau, et le haut fourneau est en ruine. Toute activité cesse en 1835 et les bâtiments sont démolis l'année suivante, à l'exception du logement patronal et de la halle à fer transformés en ferme, alors que l'étang est asséché et mis en culture.

La transmission de la seigneurie à la famille Mesmin des Vaux au XVIIIe siècle (1768) par l'ancienne famille seigneuriale est aussi un exemple intéressant sur la mise en place de la révolution industrielle dans les campagnes françaises à cette époque.

Parallèlement, la famille Aubar, une famille de notaires royaux de Montmorillon originaires de la Marche s'installent à Bouresse et font construire une charmante maison de maître. Ces Aubar comptent dans leurs ancêtres des notables dont le nom survit en particulier dans une aire de l'A 20.

Autre famille connue ayant habité Bouresse, la famille Delagrave dont une branche posséda les Châteliers ou Chastelliers, jusqu'en 1921. Cette famille qui tenait une célèbre librairie à Paris s'est illustrée dans l'édition avec notamment de nombreux livres de prix au XIXe siècle.
Un arbre de la liberté est planté au printemps 1848, peu après la révolution de février 1848 : il survit plus d’un siècle avant d’être abattu en 1953, sans être remplacé.
La route qui part de Bouresse pour rejoindre Usson-du-Poitou fut ouverte sous Napoléon III. Dans le paysage de brandes et de terres difficiles à cultiver qui environnaient alors le village, des routes et des chemins quadrillaient le terroir. Ainsi, le réseau encore existant de petites routes et de chemins, telle la route de l'Epinet, est-il le plus ancien.

## Politique et administration

### Intercommunalité
Depuis 2015, Bouresse est rattachée au canton de Lussac-les-Châteaux (no 10 du département de la Vienne). Avant la réforme des départements, Bouresse faisait partie du canton no 14 de Lussac-les-Châteaux, dans la 3e circonscription.

### Liste des maires
| Période   | Période   | Identité               | Étiquette | Qualité |
| --------- | --------- | ---------------------- | --------- | ------- |
| 1945      | 1989      | Joseph Bienvenu        |           |         |
| 1989      | 1995      | Michel Mesmin des Vaux |           |         |
| 1995      | mars 2008 | Philippe Debiais       |           |         |
| mars 2001 | En cours  | Philippe Dolin         |           |         |

### Instances judiciaires et administratives
La commune relève du tribunal d'instance de Poitiers, du tribunal de grande instance de Poitiers, de la cour d'appel  Poitiers, du tribunal pour enfants de Poitiers, du conseil de prud'hommes de Poitiers, du tribunal de commerce de Poitiers, du tribunal administratif de Poitiers et de la cour administrative d'appel  de  Bordeaux, du tribunal des pensions de Poitiers, du tribunal des affaires de la Sécurité sociale de la Vienne, de la cour d’assises de la Vienne.

### Services publics
Les réformes successives de La Poste ont conduit à la fermeture de nombreux bureaux de poste ou à leur transformation en simple relais. Toutefois, la commune a pu maintenir le sien.

### Jumelage
Bouresse est jumelée avec Guerting (France).

## Démographie
L'évolution du nombre d'habitants est connue à travers les recensements de la population effectués dans la commune depuis 1793. Pour les communes de moins de 10 000 habitants, une enquête de recensement portant sur toute la population est réalisée tous les cinq ans, les populations de référence des années intermédiaires étant quant à elles estimées par interpolation ou extrapolation. Pour la commune, le premier recensement exhaustif entrant dans le cadre du nouveau dispositif a été réalisé en 2004.

En 2022, la commune comptait 623 habitants, en évolution de +8,35 % par rapport à 2016 (Vienne : +0,6 %, France hors Mayotte : +2,11 %).
| 1793 | 1800 | 1806 | 1821  | 1831  | 1836  | 1841  | 1846  | 1851  |
| ---- | ---- | ---- | ----- | ----- | ----- | ----- | ----- | ----- |
| 813  | 998  | 876  | 1 008 | 1 145 | 1 139 | 1 119 | 1 262 | 1 329 |

| 1856  | 1861  | 1866  | 1872  | 1876  | 1881  | 1886  | 1891  | 1896  |
| ----- | ----- | ----- | ----- | ----- | ----- | ----- | ----- | ----- |
| 1 328 | 1 317 | 1 259 | 1 152 | 1 218 | 1 254 | 1 314 | 1 301 | 1 331 |

| 1901  | 1906  | 1911  | 1921  | 1926  | 1931  | 1936  | 1946  | 1954  |
| ----- | ----- | ----- | ----- | ----- | ----- | ----- | ----- | ----- |
| 1 279 | 1 267 | 1 222 | 1 141 | 1 146 | 1 111 | 1 073 | 1 088 | 1 046 |

| 1962  | 1968 | 1975 | 1982 | 1990 | 1999 | 2004 | 2006 | 2009 |
| ----- | ---- | ---- | ---- | ---- | ---- | ---- | ---- | ---- |
| 1 038 | 954  | 793  | 714  | 651  | 628  | 610  | 604  | 582  |

| 2014 | 2019 | 2022 | - | - | - | - | - | - |
| ---- | ---- | ---- | - | - | - | - | - | - |
| 564  | 601  | 623  | - | - | - | - | - | - |

En 2008, la densité de population de la commune était de 16 hab./km2, 61 hab./km2 pour le département, 68 hab./km2 pour la région Poitou-Charentes et 115 hab./km2 pour la France.
Les dernières statistiques démographiques pour la commune de Bouresse ont été fixées en 2009 et publiées en 2012. Il ressort que la mairie administre une population totale de 603 personnes. À cela il faut soustraire les résidences secondaires (21 personnes) pour constater que la population permanente sur le territoire de la commune est de 582 habitants.
La répartition par sexe de la population est la suivante
- en 1999 : 48,4 % d'hommes et 51,6 % de femmes.
- en 2004 : 48 % d'hommes et 52 % de femmes.

En 2004:
- Le nombre de célibataires était de : 22,2 % dans la population.
- Les couples mariés représentaient 63,7 % de la population et les divorcés 3,9 %.
- Le nombre de veuves et veufs était de 10,2 %.

## Économie

### Agriculture
Selon la direction régionale de l'Alimentation, de l'Agriculture et de la Forêt de Poitou-Charentes, il n'y a plus que 44 exploitations agricoles en 2010 contre 56 en 2000.
Les surfaces agricoles utilisées ont diminué et sont passées de 3 833 hectares en 2000 à 3 323 hectares en 2010. 46 % sont destinées à la culture des céréales (blé tendre essentiellement mais aussi orges et maïs), 15 % pour les oléagineux (colza et tournesol), 29 % pour le fourrage et 3 % reste en herbes. En 2010,2 hectares (4 hectares en 2000) sont consacrés à la vigne. Le vignoble est exploité par 5 fermes (15 en 2000).
Sept exploitations en 2010 (contre 13 en 2000) abritent un élevage de bovins (619 têtes en 2010 contre 807 têtes en 2000). 26 exploitations en 2010 (contre 35 en 2000) abritent un élevage d'ovins (6 682 têtes en 2010 contre 11 001 têtes en 2000). Cette évolution est conforme à la tendance globale du département de la Vienne. En effet, le troupeau d’ovins, exclusivement destiné à la production de viande, a diminué de 43,7 % de 1990 à 2007. L'élevage de volailles est marginal: 100 têtes en 2000 répartis sur 7 fermes contre 254 têtes en 2010 répartis sur 13 fermes.
L'élevage de chèvres a disparu en 2010 (552 têtes sur 4 fermes en 2000). Cette disparition est révélatrice de l’évolution qu’a connu, en région Poitou-Charentes, cet élevage au cours des deux  dernières décennies : division par trois du nombre d’exploitations, augmentation des effectifs moyens par élevage (38 chèvres en 1988, 115 en 2000), division par 10 des chèvreries de  10 à 50 chèvres qui représentaient 50 % des troupeaux en 1988, et multiplication par 6 des élevages de plus de 200 chèvres qui regroupent, en 2000, 45 % du cheptel. Cette évolution a principalement pour origine la crise de surproduction laitière de 1990-1991 qui, en parallèle des mesures incitatives, a favorisé des départs d’éleveurs en préretraite.
Le territoire de la commune accueille aussi un élevage industriel de porcs qui peut élever jusqu'à 750 truies. Il alimente une unité de méthanisation inaugurée en 2018 qui produit électricité et chaleur en cogénération.
La transformation de la production agricole est de qualité et permet aux exploitants d’avoir droit, sous conditions, aux appellations et labels suivants :
- Chabichou du Poitou (AOC)
- Beurre Charente-Poitou (AOC)
- Beurre des Charente (AOC)
- Beurre des Deux-Sèvres (AOC)
- Veau du Limousin (IGP)
- Agneau du Poitou-Charentes (IGP)
- Porc du Limousin (IGP)
- Jambon de Bayonne (IGP)

### Commerce
En 2012, il ne reste plus que deux commerces : une boulangerie et une épicerie.

### Activité et emploi
Le taux d'activité était de :
- en 1999 : 68,6 %
- en 2004 : 74,9 %
- en 2012 : 74,6 %

Le taux de chômage était de :
- en 1999 : 10,8 %
- en 2004 : 6,8 %
- en 2012 : 9,7 %

Les retraités et les pré-retraités représentaient 28,5 % de la population en 2004 et 29,6 % en 1999.

## Culture locale et patrimoine

### Lieux et monuments

#### L'église Notre-Dame de Bouresse
C'est une église romane, datant du XIIe siècle dans son ensemble, même si des campagnes de travaux sont intervenues au cours des siècles : c'est ainsi que les voûtes et la nef ont été restaurées en 1835, la façade et la première travée - qui menaçaient de s'effondrer -  en 1873.
La porte de la façade latérale sud est inscrite comme monument historique en 1925, le reste de l'église, à l'exception du chœur et du portail, l'a été en 1937.

##### Historique
L'église Notre-Dame de Bouresse est mentionnée pour la première fois au début du Xe siècle comme dépendance de l'abbaye de Nouaillé. Un prieuré relevant de cette abbaye semble coexister avec la cure jusqu'à la Révolution française.
De la première église, il ne reste aucun vestige. Un nouvel édifice a été construit au XIe ou début du XIIe siècle. En effet, en 1835, une inscription a été découverte indiquant qu'un prêtre nommé Anscharius aurait fait rebâtir l'église de Bouresse : « ANCHARIUS PRESBITER REFECIT ISTAM ECCLESIAM ».
En 1433, dans le contexte d'insécurité de la guerre de Cent Ans, le roi de France, Charles VII, autorise l'abbé de Nouaillé à fortifier l'église de Bouresse. L'église peut ainsi abriter les habitants du bourg et leur permettre de résister aux gens de guerre et aux pillards. Cette fortification de l'église se retrouve dans toute la région et a lieu lorsqu'un château n'est pas situé à proximité du village. Seules, de nos jours, les surélévations du transept et la tourelle d'escalier montant au clocher, au sud, témoignent de cette fortification du XVe siècle.

##### Description extérieure
La façade occidentale a été remaniée au XIXe siècle ; toutefois, le portail remonte à l'époque romane dans son ensemble. L'une des voussures est ornée de billettes ; ce motif en forme de cylindres est très courant dans l'art roman et en Poitou. Le cordon extérieur qui cerne l'ensemble du portail présente quelques personnages stylisés avec de grosses têtes ainsi qu'un animal poursuivant un plus petit ; ces scènes sont difficiles à interpréter. Ce décor est très proche de celui ornant le portail intérieur de l'église de Queaux.
Dans la partie supérieure de la façade occidentale, il est possible de voir un bas relief roman, utilisé en remploi; il n'est pas clairement identifié. À gauche, un personnage couronné semble s'agenouiller ; derrière lui se tient un animal harnaché. Au centre, de part et d'autre d'un autel (ou d'un tombeau ?), se tiennent un personnage prosterné et un autre debout. À l'arrière de la scène, il est possible de deviner une grande croix tenue par une main. Est-ce une évocation du sacrifice d'Isaac ?  À droite, un personnage tient en laisse un animal, peut-être un ours, qu'il semble maîtriser avec une sorte de pique. Faut-il y voir une évocation de la maîtrise par l'homme croyant de ses pulsions, de sa part d'animalité ?
Le portail sud constitue un bel exemple de la sculpture romane du XIIe siècle. Le décor est essentiellement végétal et géométrique : palmettes, rinceaux, volutes, dents de scie, entrelacs. Les chapiteaux, en revanche, sont ornés de divers personnages ou d'animaux : danseuse à chevelure nattée, aigles emportant dans leurs serres un animal. Le style de cette sculpture se rapproche de celui de l'église Notre-Dame-la-Grande de Poitiers, du prieuré de Villesalem à Journet, ou de l'église Saint-Jean-Baptiste de Jazeneuil. C'est un témoignage de la diffusion de modèles et du déplacement des hommes d'un chantier à un autre.

##### Description intérieure
L'église présente un plan en forme de croix latine. En effet, il se compose d'une nef à trois vaisseaux, d'un transept et d'une abside hémicirculaire. À l'origine, il est fort probable que les bras du transept comportaient des absidioles.
Le vaisseau central de la nef a été repris en 1835. Il comporte une voûte en berceau soutenue par des arcs doubleaux. Les vaisseaux latéraux sont couverts de voûtes d'arêtes. Les piles composées de colonnes rythment les travées.
L'abside orientale est couverte d'une voûte en cul-de-four ; les chapiteaux sont simples, et représentent essentiellement des motifs géométriques ou des végétaux. Le vitrail central représente l'Assomption de la Vierge ; il a été réalisé par les ateliers Dagran de Bordeaux en 1902, et l'iconographie découle de tableaux du peintre espagnol du XVIIe siècle, Murillo.
Les bases des colonnes bénéficient d'un soin particulier et développent un décor de tiges végétales, d'entrelacs ou des motifs géométriques.
Le long de la nef, les baies présentent la particularité d'avoir un appui en forme de gradins.
Dans le sanctuaire, à l'arrière de l'autel, le sol est constitué de grandes dalles en pierre qui présentent un décor assez étonnant. Des insectes, peut-être des abeilles, forment des motifs répétitifs en carré. Cet ensemble est difficile à dater. Ces dalles ont peut-être un lien avec sainte Rita, dont une icône figure dans l'église; en effet, la légende de  la sainte associe à ses miracles des abeilles, et celles-ci, en effet, ne la piquaient jamais.

##### Le mobilier
Une statue, à gauche en entrant dans l'église, représente une Vierge à l'Enfant en pierre polychrome. Elle pourrait dater du XVIIe siècle. L'Enfant est représenté nu, à demi tourné vers sa mère ; il fait un geste de bénédiction de sa main droite. Les visages de la Vierge et de l'Enfant sont d'une facture semblable : long cou, cheveux longs bouclés, petite bouche bien dessinée, joues rondes.
Dans le sanctuaire, sur le sol, il est possible de voir un chapiteau qui date du XXe siècle. Il est l’œuvre de M. Soulas, tailleur de pierre à Bouresse ; il représente sur ses quatre faces, la création de l'homme et de la femme, la faute d'Adam et Ève, leur expulsion du paradis terrestre et la Crucifixion du Christ.
Deux très anciennes pierres tombales, ornées d'un écu avec une épée en sautoir, encadrent le portail occidental de l'église. La marque d'un calice surmonté d'une hostie a été relevée en 1845 sous l'une des deux dalles. Dès le XIIIe siècle, les pierres tombales étaient chargées de transmettre à la postérité le statut social de leurs défunts. Ainsi, les tombes des chevaliers arboraient-elles une épée, un bouclier, des armoiries; celles des prêtres : une croix, un calice ou un missel; celles des artisans, leur instrument de travail propre à leur métier : des tenailles, ou un marteau, ou un soufflet pour un forgeron, un couperet pour un boucher, des cisailles pour un tisserand.

##### Les prêtres de Bouresse avant la Révolution
- L'abbé Bernard de 1597 à 1606
- L'abbé Teste de 1606 à 1627
- Le curé Gerbaud de 1627 à 1660
- Le curé Bouter de 1660 à 1687
- Le curé Boutet de 1687 à 1694
- Le curé Charpentier de 1695 à 1708
- Le curé Lhuillier de 1708 à 1728
- Le curé Faure de 1732 à 1737
- Le curé Prieur de 1737 à 1746
- Le curé Gauffreau de 1746 à 1786.

### Autres monuments
- Donjon de la Rigaudière (cf. plus haut avec la famille Chenin). Le donjon date du XVe siècle. Il est inscrit comme Monument Historique depuis 1929.
- La croix du cimetière date de 1858; elle a été sculptée par l'abbé Gaillard. La croix fait 6,67 m de haut et repose sur un calvaire haut de 10 marches. Autour du pied du fût de la  croix, un serpent  est représenté, lové et expirant; une tête de mort est posée sur son dos. Tout en haut du fût, la croix est ornée d'une couronne d'épines. Une plaque y rappelle que « Cette croix a été élevée aux Frais de la Commune de Bouresse et principalement de M.Eugène Chauveau Fils - An 1858. J. Gaillard, Curé ». À l'origine, il était prévu de construire un chemin de croix en relief autour de cette croix, mais ce projet n'aboutit jamais.
- Ancienne échoppe médiévale (carrefour route de Lussac/L'Isle-Jourdain).

### Patrimoine naturel
La commune contient deux zones naturelles d'intérêt écologique, faunistique et floristique (ZNIEFF) qui couvrent 2 % de la surface communale :
- Le Fay,
- Le bois de la Bougrière.

Selon l'Inventaire des arbres remarquables de Poitou-Charentes, il y a deux arbres remarquables sur la commune qui sont un cèdre de l'Atlas situé au cimetière et un laurier noble situé au lieu-dit Villemblée.

#### Les brandes du Fay
Ce territoire se situe à une dizaine de kilomètres au nord-ouest de L'Isle-Jourdain. Il s’agit d’un plateau qui s’élève de 130 à 140 m d'altitude. C’est une lande plus ou moins boisée, environné de cultures intensives, et constitués des «terres de brandes». Ce sont des terres de médiocre qualité, peu favorables aux cultures céréalières ou vivrières. Elles étaient autrefois l’objet d’un pâturage extensif qui, tout en bloquant l’évolution naturelle vers une forêt claire à Chêne sessile, permettait le maintien d’un habitat original, aujourd’hui hautement menacé par les défrichements agricoles : la lande atlantique à Bruyère à balais ou brande.
Cette lande, haute parfois jusqu’à 3 m, peut évoquer les maquis méditerranéens. Elle est habitée par la Bruyère à balais, diverses autres espèces de bruyères, des ajoncs, ainsi qu’un ensemble de plantes herbacées répandues dans les régions du Sud-Ouest de l’Europe : Asphodèle, Genêt d’Angleterre, Lobélie.
Toutefois son classement se justifie par la présence  de plusieurs plantes rares : l’Avoine de Thore, une grande graminée du Sud-Ouest de l'Europe, très répandue dans les landes d’Aquitaine mais qui se raréfie rapidement au nord pour atteindre sa limite de répartition septentrionale dans plusieurs localités très dispersées du Poitou. Ici, elle est accompagnée de la Potentille des montagnes, aux grandes fleurs blanches, qui admet une distribution française comparable.
Par ailleurs, dans les petites dépressions rendues imperméables par des concentrations de particules argileuses, l’eau de pluie a du mal à s’évacuer, créant ainsi un micro-habitat plus humide où prospèrent d’autres plantes rares telles  que la  Gentiane pneumonanthe, aux grandes corolles bleutées, seule représentante d’un genre emblématique des pelouses alpines, ainsi que plusieurs espèces naines propres aux sables temporairement humides, telles que les Cicendies aux délicates fleurs jaunes ou rosées.

#### Le bois de Bougrière
Le bois de la Bougrière est un massif forestier de 400 hectares. Il est situé entre le Clain à l’ouest et la vallée de la Vienne à l’est. Il occupe un plateau aux sols limoneux et acides peu favorables aux cultures céréalières. Il s’agit d’une chênaie où le chêne sessile est dominant, même s’il est accompagné du chêne pédonculé - sur les secteurs les plus hydromorphes et en bordure des étangs - et du châtaignier (essence plantée par l’homme). Quelques zones de landes sèches ou humides et deux étangs artificiels viennent compléter cet ensemble.
Le site a été classé car il présente un intérêt biologique remarquable, notamment pour son avifaune et la présence de quatre espèces de chauve-souris protégées (la Barbastelle d’Europe, le Murin de Daubenton, le Noctule de Leisler et la Pipistrelle de Kuhl).
Les oiseaux des landes semi-boisées sont particulièrement bien représentés et trois espèces d’oiseaux sont plus particulièrement caractéristiques de ce milieu en région centre-atlantique : l'Engoulevent d’Europe, la Fauvette et le Busard Saint-Martin. La conservation  de ce dernier est un enjeu de taille pour la région Poitou-Charentes qui accueille  de nos jours 20 % des effectifs totaux présents sur le sol français.
En tout, en plus de ces  trois espèces, sept autres, aussi protégées en France, sont recensées dans ce bois :
- Alouette lulu ;
- Bondrée apivore ;
- Bouvreuil pivoine ;
- Huppe fasciée ;
- Martin-pêcheur ;
- Pouillot siffleur ;
- Pic noir qui est un des plus grands pics de la planète, présente un intérêt tout particulier puisque cette espèce, primitivement montagnarde, a entamé depuis quelques décennies une colonisation des plaines de l’ouest atlantique pour atteindre la Bretagne et Poitou-Charentes où sa population est comprise aujourd’hui entre 15 et 30 couples.

### Centre culturel d'espéranto
Elle accueille le centre culturel d'espéranto Kvinpetalo (le « cinq-pétale »). Le centre organise des stages tous niveaux pour apprendre la langue internationale, ainsi que des stages en espéranto sur divers thèmes : botanique, jardinage, littérature en espéranto, etc. Depuis plusieurs années se déroule tous les étés un stage de musique, qui se clôture par un concert public.